# جاك بن
جاك بن (بالإنجليزية: Jack Penn)‏ هو جراح جنوب أفريقي، ولد في 14 أغسطس 1909 في كيب تاون في جنوب أفريقيا، وتوفي في 27 نوفمبر 1996.